# Ectopia renale
L'ectopia renale è un'anomalia congenita in cui il rene non è collocato nella sua normale posizione lombare. Può essere semplice, quando il rene si trova in posizione anomala, pur restando dallo stesso lato, oppure crociata, quando migra al lato controlaterale.
In base alla posizione viene classificata come pelvica se il rene è situato di fronte al sacro, iliaca quando è collocato vicino ai vasi iliaci, lombare basso se  adiacente alla seconda vertebra lombare.
La maggior parte dei reni ectopici è asintomatica.
In alcuni casi può manifestarsi con infezione o dolori addominali non aventi la sintomatologia tipica della colica renale e che quindi possono essere diagnosticati erroneamente  come appendicite e simili. Il rene ectopico può presentare una anomala vascolarizzazione ed è  suscettibile di idronefrosi e conseguente calcolosi. Qualora il rene ectopico si trovasse nelle vicinanze delle pelvi, esso è più suscettibile ai traumi da impatto.
Nelle ectopie pelviche (rene ectopico di fronte al sacro) si ha un'aumentata incidenza di reflusso vescico-ureterale. La diagnosi viene effettuata con l'esame urografico, la  risonanza magnetica, l'ecografia o la TAC.

## Incidenza
L'incidenza dell'ectopia semplice è di 1/900 nati.

## Prognosi
Il rene ectopico presenta solitamente una funzionalità ridotta. Se l'altro rene è normale, non risulta generalmente invalidante.